# Lungvolym

Graf över lungans volym vid andning.

Lungvolym eller lungkapacitet är ett mått på lungans volym, det vill säga hur mycket luft som får plats i lungorna.
Några viktiga lungvolymer:
- Tidalvolym: den mängd luft som man i vila andas in och ut i varje andetag. Vanligtvis runt 0,5l hos en vuxen människa.[2]
- Expiratorisk reservvolym: Om andningsmusklerna används maximalt för att pressa ut all luft i lungorna efter en normal utandning, använder man sig av den expiratoriska reservvolymen. Detta är vanligtvis 1,5l luft.[2]
- Inspiratorisk reservvolym: Om inandningsmusklerna används maximalt kan man efter en vanlig inandning andas in ytterligare 3l luft.[2]
- Vitalkapaciteten är den totala mängd luft som man kan andas in och ut, om man gör en maximal inandning följt av en maximal utandning. Denna lungvolym är ungefär 5l hos en vuxen person.[2] Här finns det en Influensstorhet, det vill säga en felkälla, eftersom den kalla luften som andas in expenaderar i lungorna innan den andas ut så den inandade luftens volym skiljer sig mot den utandade.
- Residualvolym: Cirka 1l luft finns alltid kvar i lungorna hos vuxna människor, även efter maximal utandning. Lungornas totala och maximala volym är alltså vitalkapaciteten plus residualvolymen.[2]